# Upton Warren
Upton Warren – wieś w Anglii, w hrabstwie Worcestershire, w dystrykcie Wychavon. Leży 16 km na północny wschód od miasta Worcester i 162 km na północny zachód od Londynu. W 2001 miejscowość liczyła 291 mieszkańców.